# 横江成刀自女
横江成刀自女 （よこえ の なりとじめ、生没年不詳）は、『日本霊異記』下巻、第十六縁で語られる人物。越前国加賀郡（後の加賀国）畝田村の女性。カバネは臣。

## 概要
横江成刀自女は『日本国現報善悪霊異記』下巻の「女人、濫シク嫁ぎて、子を乳に飢ゑしめしが故に、現報を得し縁 第十六」において語られる。この第十六縁の説話は次のように記される。
越前国加賀郡の横江臣成刀自女は生れながらにして淫蕩な気質（天骨淫泆）であり、男と情交を重ねては若くして死んだ。

のちの宝亀元年（770年）12月、修行の旅の途中であった寂林法師が越前国で数年留まっていたある日、乳房が竈ほどに腫れ上がり膿を流す女が苦しんでいる夢を見た。女が語るところによれば、自身は横江臣成人の母であり、若いうちに子を省みず、男と邪淫に耽ったために子らを飢えさせた。なかでも特に飢えたのが成人だった。子を飢えさせたがためにその報いを受けてるという。法師がどのようにすればその罪から逃れられるのかと尋ねると、女は成人が知ればこの罪を許してくれるだろうと答えた。
夢からさめた法師が横江成人を訪ねことの次第を伝えると、成人らは私は慈母を恨んでいないとし、追善供養のために仏像を作り写経をして母の罪を贖った。法事の後に法師が再び夢を見ると、成刀自女は罪は免じられたと語った。

母の乳は甘くその恩はとても深いものだが、これを惜しんで子に与えなければ、かえって罪となるものだ。—編集者による要約、景戒『日本国現報善悪霊異記』下巻、第十六
霊異記の他の説話においては、いくつか慈しみ深い母が語られるが、性愛のために罰を受ける母として語られるのは成刀自女だけである。また、子が不孝のために報いを受ける話は多く、親不孝な子は悪死の報いを受ける。これは当時の儒教的な価値観として、子は親を敬うことを義務としているためであり、この説話中でも母への孝養が義務付けられているがために子の成人は無条件で母を許しているものと考えられる。